# Coppa Italia 1959/1960
Třináctý ročník Coppa Italia (italského fotbalového poháru) se konal od 6. září 1959 do 18. září 1960. Turnaj vyhrál opět Juventus, které ve finále porazilo Fiorentina 3:2 v prodloužení a mohl slavit již čtvrté vítězství. Nejlepším střelcem se stal italský hráč Gianfranco Petris (Fiorentina), který vstřelil 4 branky.

## Události
Do turnaje zasáhlo celkem jen 38 klubů ze Serie A a Serie B. Turnaj začal dvěma vyřazovacími koly, ze kterých byly vyjmuty kluby, které se dostaly do čtvrtfinále předchozího ročníku, stejně jako mistr ligy Milán kvůli jejich závazkům v poháru PMEZ a Atalanta, vítěz Serie B.
Do finále se probojoval obhájce poháru Juventus a Fiorentina. Utkání se hrálo opět 16. září na Stadiu San Siro. Utkání skončilo po 90 minutách 2:2 a muselo se prodlužovat, kde se v 98. minutě rozhodlo. Vlastní branku si vstřelil hráč fialek a tak hráči Bianconeri mohli slavit již čtvrté vítězství tohoto poháru a také získali své druhé double (prvně v sezoně 1942/43), když vyhráli i ligu.

## Účastníci

### Od 1. kola
- Alessandria
- Bari
- Brescia
- Cagliari
- Catania
- Catanzaro
- Como
- Lanerossi Vicenza
- Lecco
- Marzotto Valdagno
- Messina
- Modena
- Neapol
- Novara
- Ozo Mantova
- Padova
- Palermo
- Parma
- Reggiana
- Řím
- Sambenedettese
- Sampdoria
- Simmenthal-Monza
- SPAL
- Taranto
- Triestina
- Udinese
- Verona

### Od 2. kola
- Atalanta
- Milán

### Od osmifinále
- Benátky
- Boloňa
- Fiorentina
- Inter
- Janov
- Juventus
- Lazio
- Turín

## Zápasy

### 1. kolo
Zápasy byly na programu 6. září 1959.
Poznámky
|  | Postup do dalšího kola |

| Domácí    | Výsledek      | Hosté             |
| --------- | ------------- | ----------------- |
| Como      | 2:1 v prodl.  | Lecco             |
| Messina   | 1:0           | Catanzaro         |
| Udinese   | 3:2 v prodl.  | Triestina         |
| Brescia   | 2:2 (4:6pen.) | Modena            |
| Vicenza   | 1:0           | Marzotto Valdagno |
| Parma     | 1:5           | SPAL              |
| Bari      | 3:1           | Taranto           |
| Neapol    | 4:0           | Sambenedettese    |
| Řím       | 4:0           | Cagliari          |
| Padova    | 3:2 v prodl.  | Verona            |
| Sampdoria | 1:0           | Novara            |
| Monza     | 0:1           | Alessandria       |
| Reggiana  | 3:2 v prodl.  | Mantova           |
| Palermo   | 2:0           | Catania           |

### 2. kolo
Zápasy byly na programu od 13.  do 16. září 1959.
| Domácí   | Výsledek     | Hosté       |
| -------- | ------------ | ----------- |
| Padova   | 3:2          | Udinese     |
| SPAL     | 1:0          | Vicenza     |
| Reggiana | 2:1          | Modena      |
| Atalanta | 5:0          | Alessandria |
| Neapol   | 1:0          | Bari        |
| Palermo  | 1:0          | Messina     |
| Řím      | 0:2          | Sampdoria   |
| Milán    | 0:1 v prodl. | Como        |

### Osmifinále
Zápasy byly na programu od 1. listopadu do 8. prosince 1959.
| Domácí     | Výsledek     | Hosté     |
| ---------- | ------------ | --------- |
| Atalanta   | 2:0          | Janov     |
| Padova     | 0:2          | Turín     |
| Benátky    | 2:1          | SPAL      |
| Fiorentina | 2:0          | Como      |
| Juventus   | 5:4 v prodl. | Sampdoria |
| Boloňa     | 1:0          | Neapol    |
| Lazio      | 2:1 v prodl. | Palermo   |
| Inter      | 5:2          | Reggiana  |

### Čtvrtfinále
Zápasy byly na programu od 6. dubna do 8. června 1960.
| Domácí     | Výsledek       | Hosté    |
| ---------- | -------------- | -------- |
| Atalanta   | 2:2 (6:6 pen.) | Juventus |
| Fiorentina | 2:1            | Inter    |
| Turín      | 1:0            | Benátky  |
| Boloňa     | 2:3 v prodl.   | Lazio    |

### Semifinále
Zápasy byly na programu 18.  a 19. června 1960.
| Domácí     | Výsledek | Hosté |
| ---------- | -------- | ----- |
| Juventus   | 3:0      | Lazio |
| Fiorentina | 5:3      | Turín |

### O 3. místo
| 18. září 1960 | Lazio            | 2 – 1  | Turín       | Stadio Olimpico, Řím, Itálie   |  |  |
|               | Rozzoni 18', 28' | Report | 86' Mazzero | Rozhodčí: Francesco Francescon |  |  |
|               |                  |        |             |                                |  |  |

### Finále
| 18. 9. 1960 16:30               |                |                           |                                                                     |
| Juventus                        | 3 : 2 v prodl. | Fiorentina                | Stadio San Siro, Milán, Itálie diváci: 70 000 rozhodčí: Raoul Righi |
| Charles 10', 78' Orzan 98'(vl.) | Report         | 45' Montuori 60' da Costa | Stadio San Siro, Milán, Itálie diváci: 70 000 rozhodčí: Raoul Righi |

|              |    |                     |  |
|              |    |                     |  |
|              | 1  | Giuseppe Vavassori  |  |
|              | 2  | Guglielmo Burelli   |  |
|              | 3  | Benito Sarti        |  |
|              | 4  | Flavio Emoli        |  |
|              | 5  | Sergio Cervato      |  |
|              | 6  | Umberto Colombo     |  |
|              | 7  | Giampiero Boniperti |  |
|              | 8  | Bruno Nicolè        |  |
|              | 9  | John Charles        |  |
|              | 10 | Omar Sívori 60'     |  |
|              | 11 | Gino Stacchini      |  |
| Trenér:      |    |                     |  |
| Carlo Parola |    |                     |  |

|                |    |                    |  |
|                |    |                    |  |
|                | 1  | Giuliano Sarti     |  |
|                | 2  | Enzo Robotti       |  |
|                | 3  | Sergio Castelletti |  |
|                | 4  | Dante Micheli      |  |
|                | 5  | Alberto Orzan      |  |
|                | 6  | Rino Marchesi      |  |
|                | 7  | Kurt Hamrin        |  |
|                | 8  | Miguel Montuori    |  |
|                | 9  | Dino da Costa      |  |
|                | 10 | Luigi Milan        |  |
|                | 11 | Gianfranco Petris  |  |
| Trenér:        |    |                    |  |
| Lajos Czeizler |    |                    |  |